# RPG Maker
RPG Maker est une série de logiciels développée par deux compagnies japonaises, ASCII tout d'abord puis Enterbrain, qui permet de créer des jeux vidéo, principalement des jeux vidéo de rôle. Il est cependant possible de l'utiliser pour créer d'autres types de jeux en deux dimensions, comme des jeux de course.
L'utilisation de RPG Maker se veut simple, notamment grâce à une interface intuitive, et évite aux utilisateurs d'avoir recours à des techniques plus avancées telles que l'utilisation de langages informatiques, ni d'être au fait de la programmation informatique pour créer des jeux. De nombreuses communautés sur Internet proposent des tutoriels sur l'utilisation de RPG Maker et permettent aux internautes de présenter, échanger et jouer leurs créations. Les logiciels de la série sont distribués principalement dans trois pays asiatiques (le Japon, la Chine et la Corée du Sud), mais des versions illégales traduites dans différentes langues (anglais, français, allemand, italien, espagnol et portugais) circulent sur Internet. Bien que la majorité des versions fonctionnent sur ordinateur, certaines existent sur consoles.
La plupart des versions comprennent un éditeur de carte, un langage de script simple pour coder des événements ainsi qu'un éditeur de batailles. Elles incluent toutes des graphismes par défaut qui évitent aux utilisateurs d'avoir la moindre connaissance en graphisme ou en dessin pour créer un jeu. Ils prennent la forme de « tiles », c'est-à-dire de petites images représentant des éléments graphiques isolés (un lit, une fenêtre…), qui sont regroupées sous la forme de grandes images nommées « tilesets » ou de « chipsets ». Des personnages, des objets, des monstres et leurs caractéristiques sont aussi définis par défaut. Une des caractéristiques des versions PC par rapport aux versions console est la possibilité de créer ses propres éléments graphiques et ainsi de personnaliser son jeu. De nombreux sites web proposent ce genre d'éléments personnalisés ou encore des éléments issus d'autres jeux (c'est la technique du rip).

## Les différentes versions

### Sur Windows

#### RPG Maker 95
RPG Maker 95, sorti en 1997, est le premier véritable épisode de la série, il permet d'utiliser 256 couleurs avec une définition de 640 × 480 pixels. Il reste cependant assez, voire, très limité et peu ergonomique comparé à son successeur, RPG Maker 2000, qui permet beaucoup plus de choses, tout en étant plus maniable. Il est cependant mémorable pour être le premier RPG Maker à être importé hors du Japon et traduit en anglais par Don Miguel, qui fait ainsi découvrir la série aux occidentaux. Les traductions françaises et autres ne suivront que plus tard.

#### Sim RPG Maker 95
Sim RPG Maker 95 est publié en 1997, ce logiciel est différent des autres dans la mesure où il ne permet la création que d'un seul type de jeux : les Tactical RPG. 

#### RPG Maker 2000
RPG Maker 2000 est la seconde véritable version (aussi appelé RM2K). Il redimensionne la définition des jeux à 320×240 pixels mais ne supporte toujours que 256 couleurs. Toutefois, cette version n'en reste pas moins une révolution du making en introduisant les évènements communs, de nouvelles commandes essentielles de nos jours et en enlevant certaines limitations présentes dans la version 95. Les limitations encore présentes n'empêchèrent pas les makers de devenir plus nombreux avec cette version.

#### RPG Maker 2003
RPG Maker 2003 (aussi appelée RM2K3, RM2003 ou encore RM2K/3) a bénéficié, par rapport à la version 2000, d'améliorations techniques comme de nouvelles fonctions, le support des fichiers .mp3 ou le passage à 50 images affichables en même temps mais en reste tout de même proche. Les jeux construits sur RM2K peuvent être convertis pour fonctionner sous RM2K3 (mais l'inverse n'est pas possible). Les ressources entre les 2 logiciels sont interchangeables. Ce fut la première version faite par Enterbrain qui était auparavant une partie de ASCII.
Un nouveau modèle de base lors des combats fait également son apparition. On y voit cette fois, les personnages en vue de profil comme ils apparaissent dans la plupart des jeux de rôle 16 bits.
Le 24 avril 2015, RPG Maker 2003 fait son apparition en anglais sur la plateforme Steam.

#### RPG Maker XP
RPG Maker XP dispose de chipsets plus aboutis que les versions précédentes, avec plus de variété. Cette version inclut également une troisième couche pour les chipsets ainsi que la gestion d'un format d'image gérant la vraie transparence (couche alpha). Les ressources des anciennes versions ne peuvent toutefois pas être utilisées avec la version XP sans retouches graphiques. Cette version sur PC permet d'obtenir, en proposant une définition de 640x480 pixels de côté, une meilleure qualité d'image que dans les versions 2000 et 2003 qui n'en offre qu'un quart (soit 320×240 pixel).
Cette version intègre également un système de scripts (provenant d'une version adaptée du langage Ruby désignée par l'acronyme RGSS) qui permet de personnaliser plus facilement son jeu. Des scripts sont disponibles gratuitement sur Internet, mais le moteur de RPG Maker XP n'en reste pas moins peu puissant.

#### RPG Maker VX
RPG Maker VX, sorti le 27 décembre 2007, reprend les bases des versions précédentes en apportant cependant des nouveautés et des modifications mineures :
- une refonte des scripts, qui permet de faciliter les manœuvres de programmation, amenant le RGSS2 ;
- des options pour créer directement des évènements courants, comme « téléporter le héros », animer une « porte » ou un « coffre » quand on l'ouvre, et appeler le système « d'auberge » ;
- des positions de départ pour des véhicules, comme la « barque », ou le « vaisseau aérien », une option déjà présente dans RPG Maker 2003, mais absente dans la version XP ;
- un générateur de donjon automatique, qui crée aléatoirement un labyrinthe, et qui, à l'instar des positions de départ pour les véhicules, était présente dans la version 2003 de RPG Maker, et non dans la version XP ;
- une réorganisation des commandes d'évènements pour une meilleure lisibilité ;
- une gestion automatique de l'installation des polices manquantes.

Par ailleurs, il a pour but d'apporter la compatibilité avec Windows Vista, alors que XP nécessitait une optimisation difficile. RPG Maker VX a cependant perdu certaines fonctionnalités présentes dans la version précédente(et a d'ailleurs été hué pour cela) :
- deux couches (et non cinq comme on le croit parfois) alors que RPG Maker XP utilise trois couches pour le mapping ;
- pas de possibilité de mapper librement, en raison du nombre de couches (cité précédemment), de la limite d'un seul jeu de tileset par jeu (cassable facilement cependant par l'ajout d'un script ou d'un logiciel additionnel), tileset limité (alors que RPG Maker XP proposait un grand nombre de tilesets de taille infinie), et aussi de la suppression des sens de passage ;
- il n'est plus possible de changer le fond de scène (panorama) sans utiliser le langage de script, le fond de combat étant remplacé par une image on pourrait croire psychédélique crée à partir de la map.

#### RPG Maker VX Ace
RPG Maker VX Ace est un peu une extension du précédent logiciel mais ne constitue pas à proprement parler une mise à jour dans la mesure où il s'agit d'un logiciel indépendant de RPG Maker VX. Il apporte certaines nouveautés et comble largement les défauts de son prédécesseur, entre autres :
- le passage à RGSS3 et à un moteur de script plus rapide et fluide ;
- une console de débogage ;
- augmentation du nombre de jeu de tileset à 999 ;
- l'intégration d'un éditeur de characters et de faceset ;
- le support de vidéos au format .ogv (Ace ne supporte pas les formats de RM2K3, comme .wma) ;
- une édition case par case des zones de combat ;
- le dessin des ombres ;
- ajout des traits pour bien personnaliser les héros et les armes ;
- possibilité de paramétrer les formules de combat directement dans l'éditeur.

#### RPG Maker MV
RPG Maker MV, sorti le 23 octobre 2015 sur Windows et le 21 mars 2017 sur Linux, garde un style proche de VX Ace en se modernisant et en simplifiant la création aux moins initiés :
- Jeux exportables sur smartphones et tablettes avec gestion du tactile ;
- Possibilité de passer en combats vus de côté ;
- Trois couches pour le mapping ;
- Haute résolution ;
- Comptabilité HTML5 et Javascript ;
- Gestionnaire de plug-in ;
- Augmentation du nombre d'objets dans la base de données.

#### RPG Maker MZ
RPG Maker MZ est sorti le 20 août 2020.
- Possibilité de créer un jeu en temps réel ;
- Éditeur de personnage amélioré ;
- L'exportation n'est plus compatible avec Android et Linux[à vérifier] ;
- Menu système séparé en 2 ;
- 4 couches de mapping ;
- Possibilité de mettre le nom de la personne qui dit ce qui est écrit dans le message ;
- Liste des évènements d'une carte quand on choisit de modifier les évènements.

### Sur consoles
Plusieurs versions de RPG Maker ont été distribuées sur consoles de jeux vidéo, principalement sur PlayStation. Elles ont été éditées par Agetec aux États-Unis.
- RPG Maker (PlayStation, 2000)
- RPG Maker 2 (PlayStation 2, 2003)
- RPG Maker Advance (Game Boy Advance, 2003)
- RPG Maker 3 (PlayStation 2, 2005)
- RPG Maker Fes (3DS, 23 juin 2017 en France)
- RPG Maker MV (Nintendo Switch, PlayStation et XBox One)

Une version de RPG Maker pour Nintendo DS est sortie au Japon le 11 mars 2010.
Aussi, une version non officielle (homebrew) a été faite sur PSP sous le nom de RPG Creator.

### Historique de la série
| Titre                                          | Plateforme                             | Région           | Date de sortie    | Développeur    | Editeur     |
| ---------------------------------------------- | -------------------------------------- | ---------------- | ----------------- | -------------- | ----------- |
| Mamirin                                        | PC-8801                                | Japon            | c. 1988           |                | ASCII       |
| Dungeon Manjirou                               | MSX2                                   | Japon            | c. 1988           |                | ASCII       |
| RPG Construction Tool : Dante                  | MSX2                                   | Japon            | 8 février 1990    |                | ASCII       |
| Dante 2                                        | MSX2                                   | Japon            | 8 février 1992    |                | ASCII       |
| Chimes Quest                                   | PC-9801                                | Japon            | c. 1992           |                | ASCII       |
| RPG Tsukūru Dante 98                           | PC-9801                                | Japon            | 19 décembre 1992  |                | ASCII       |
| Dungeon RPG Tsukūru Dan-Dan Dungeon            | PC-9801                                | Japon            | 28 avril 1994     |                | ASCII       |
| RPG Tsukūru Super Dante                        | Super Famicom                          | Japon            | 31 mars 1995      | Kuusou Kagaku  | ASCII       |
| RPG Tsukūru 2                                  | Super Famicom                          | Japon            | 31 janvier 1996   | Kuusou Kagaku  | ASCII       |
| RPG Tsukūru Dante 98 II                        | PC-9801                                | Japon            | 14 juillet 1996   |                | ASCII       |
| RPG Tsukūru 95                                 | Microsoft Windows                      | Japon            | 28 mars 1997      |                | ASCII       |
| RPG Tsukūru 95 Value!                          | Microsoft Windows                      | Japon            | 21 novembre 2001  | Enterbrain     |             |
| RPG Tsukūru 3                                  | PlayStation                            | Japon            | 27 novembre 1997  | Pegasus Japan  | ASCII       |
| PlayStation the Best : RPG Tsukūru 3           | PlayStation                            | Japon            | 19 novembre 1998  | Pegasus Japan  | ASCII       |
| Simulation RPG Tsukūru                         | Sega Saturn, PlayStation               | Japon            | 17 septembre 1998 | Pegasus Japan  | ASCII       |
| Enterbrain Collection : Simulation RPG Tsukūru | PlayStation                            | Japon            | 29 novembre 2001  | Pegasus Japan  | Enterbrain  |
| Simulation RPG Tsukūru                         | Microsoft Windows                      | Japon            | 29 mai 1998       |                | ASCII       |
| RPG Tsukūru GB                                 | Game Boy Color                         | Japon            | 17 mars 2000      | Kuusou Kagaku  | ASCII       |
| RPG Tsukūru 2000                               | Microsoft Windows                      | Japon            | 5 avril 2000      |                | ASCII       |
| RPG Tsukūru 2000 Value!                        | Microsoft Windows                      | Japon            | 14 mai 2003       | Enterbrain     |             |
| RPG Maker                                      | PlayStation                            | Amérique du Nord | 18 septembre 2000 | Kuusou Kagaku  | Agetec      |
| RPG Tsukūru 4                                  | PlayStation                            | Japon            | 7 décembre 2000   |                | Enterbrain  |
| Uchujin Tanaka Tarou De RPG Tsukūru GB 2       | Game Boy Color                         | Japon            | 20 juillet 2001   |                | Enterbrain  |
| RPG Tsukūru 5                                  | PlayStation 2                          | Japon            | 8 août 2002       | Kuusou Kagaku  | Enterbrain  |
| RPG Maker 2                                    | PlayStation 2                          | Amérique du Nord | 28 octobre 2003   | Kuusou Kagaku  | Agetec      |
| RPG Tsukūru 2003                               | Microsoft Windows                      | Japon            | 18 décembre 2002  |                | Enterbrain  |
| RPG Maker 2003                                 | Microsoft Windows                      | Monde entier     | 24 avril 2015     | Kadokawa Games | Enterbrain  |
| RPG Tsukūru α                                  | Microsoft Windows / Téléphone portable | Japon            | 18 décembre 2002  |                | Enterbrain  |
| RPG Tsukūru Advance                            | Game Boy Advance                       | Japon            | 25 avril 2003     |                | Enterbrain  |
| RPG Tsukūru XP                                 | Microsoft Windows                      | Japon            | 22 juillet 2004   |                | Enterbrain  |
| RPG Maker XP                                   | Microsoft Windows                      | Monde entier     | 16 septembre 2005 |                | Enterbrain  |
| RPG Tsukūru                                    | PlayStation 2                          | Japon            | 16 décembre 2004  | Run Time       | Enterbrain  |
| RPG Maker 3                                    | PlayStation 2                          | Amérique du Nord | 21 septembre 2005 | Run Time       | Agetec      |
| RPG Tsukūru for Mobile                         | Microsoft Windows / Téléphone portable | Internet         | 17 avril 2006     |                | Enterbrain  |
| RPG Maker VX                                   | Microsoft Windows                      | Japon            | 27 décembre 2007  |                | Enterbrain  |
| RPG Maker VX                                   | Microsoft Windows                      | Monde entier     | 28 février 2008   | Enterbrain     |             |
| RPG Maker VX Ace                               | Microsoft Windows                      | Japon            | 15 décembre 2011  |                | Enterbrain  |
| RPG Maker VX Ace                               | Microsoft Windows                      | Monde entier     | 15 mars 2012      | Enterbrain     |             |
| RPG Maker MV                                   | Microsoft Windows, Linux, Mac          | Monde entier     | 23 octobre 2015   |                |             |
| RPG Maker Fes                                  | Nintendo 3DS                           | Japon            | 24 novembre 2016  | Kadokawa Games |             |
| RPG Maker Fes                                  | Nintendo 3DS                           | Europe           | 23 juin 2017      | Kadokawa Games | NIS America |
| RPG Maker Fes                                  | Nintendo 3DS                           | Amérique du Nord | 27 juin 2017      | Kadokawa Games | NIS America |